# Special Effects: Anything Can Happen
Special Effects: Anything Can Happen ist ein US-amerikanischer Dokumentar-Kurzfilm, der 1996 als IMAX-Film veröffentlicht wurde. Regie führte der Oscar-prämierte Sounddesigner Ben Burtt. Der Schauspieler John Lithgow war als Erzähler beteiligt.

## Hintergrund
Der Dokumentarfilm ist eine Entdeckungsreise durch die in Filmen angewendeten Spezialeffekt-Techniken, sowohl traditionellen Effekten als auch CGI-Techniken. Erwähnenswert ist zudem die Berücksichtigung der neuen digitalen Effekte für die Special Edition von Star Wars Episode IV: Eine neue Hoffnung, die ein Jahr später im Jahr 1997 erschien.
Der Film erhielt eine Oscarnominierung als bester Dokumentar-Kurzfilm,.